# A Föld szférái

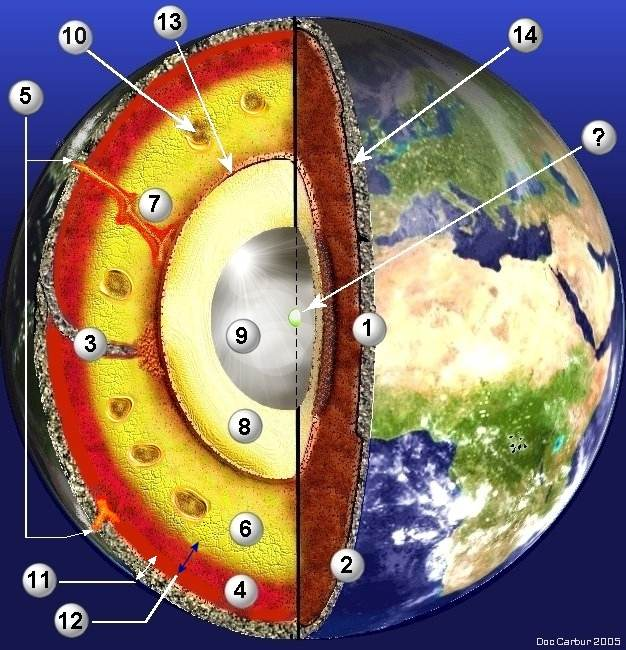
A Föld belső szerkezete

A Föld szférái, azaz a Föld magja, illetve a légkör és a világűr határa között lévő tér felosztása sávokra egy képzeletbeli vonal mentén.  
A geofizikusok úgy vélik, hogy a Föld belső szerkezete már bolygónk életének korai szakaszában kialakult, de azt pontosabban megismerni csak a XX. században kezdtük. A nehézségi erő, a földmágnesesség és a földrengéshullámok vizsgálata jelentősen bővítette ismereteinket. Ezekből tudjuk, hogy a Föld jó közelítéssel gömbhéjas felépítésű. Ezek a héjak az ún. geoszférák – a név a görög gea (föld), és szféra (burok) szavakból származik. A Föld gömbhéjait két nagy csoportra – külső és belső szférákra – osztjuk aszerint, hogy mozgásaikat döntően a napsugárzás vagy a Föld belső melege okozza-e. A szomszédos szférák anyagi összetétele többnyire jelentősen különbözik.

## Külső szférák
- Magnetoszféra (Földi mágneses mező)
- Atmoszféra
  - Exoszféra
  - Termoszféra
  - Mezoszféra
  - Sztratoszféra
  - Troposzféra
- Hidroszféra
- Bioszféra

## Belső szférák
- A földkéreg a legkülső, szilárd halmazállapotú gömbhéj, bolygónk tömegének mindössze 1%-a. A szárazföldek alatt 30–70 km vastag – felül gránitos, alatta bazaltos. Az óceánok alatt csak 5–8 km-es bazaltréteg van.
  - Litoszféra a földkéreg és a földköpeny vele együtt mozgó, felső részének összefoglaló neve. Alsó határa kb. 100–150 km mélyen van.
- A köpenyt felső köpenyre, asztenoszférára (410 km-ig) átmeneti zónára (670–680 km-ig) és alsó köpenyre osztjuk. Alsó határa kb. 2891 km mélyen van. Lefelé haladva fémtartalma növekszik, és a felső részén szilikátokban gazdag.
- A földmagot időnként vas-nikkel, avagy NiFe-magnak is nevezik, mivel a vasmagos modell szerint főleg a vas és a nikkel szulfidjaiból áll. Két gömbhéja a:
  - A külső mag vagy maghéj folyékony halmazállapotúnak tekinthető, mivel benne az S (transzverzális) hullámok nem folytatódnak. Anyaga a vasmagos modell szerint fémekből, elsősorban nikkelből és vasból áll, a vasmag nélküli modellben nem fémes, elfajult anyag, sűrűsége 9–11 g/cm³.
  - A belső mag szilárd halmazállapotú, de közel jár az olvadásponthoz, nagy viszkozitású, nagy sűrűségű (13–17 g/cm³) terület.

A külső és a belső mag között kb. 5100 km-es mélységben húzódik a Lehmann-féle felület vagy öv. 
A Föld középpontjában a nyomás kb. 3,6-3,7 Mbar, a hőmérséklet pedig 3000–4000 °C. A Föld belseje felé haladva a hőmérséklet a radioaktív anyagok (urán, tórium, kálium) bomlása miatt egyre nő, ezt geotermikus grádiensnek nevezzük, melynek átlagértéke 33 m/1°C = 100 m/3°C.